# Monte della Redenzione degli Schiavi
Monte della Redenzione degli Schiavi, często po prostu znana jako Monte di Redenzione – maltańska instytucja, która powstała aby finansować wykupywanie zniewolonych Maltańczyków z rąk Turków i piratów berberyjskich. Została założona w roku 1607 przez Wielkiego Mistrza Alofa de Wignacourt, i działała jako niezależna instytucja do roku 1787, kiedy została połączona z Monte di Pietà, tworząc Monte di Pietà e Redenzione. Nowa instytucja kontynuowała poprzednią działalność do początków XIX wieku, kiedy to została rozwiązana po zlikwidowaniu niewolnictwa.

## Historia
Monte della Redenzione degli Schiavi została założona w roku 1607 przez Wielkiego Mistrza Alofa de Wignacourt po tym, jak zakonnik kapucyński Raffaele Camilleri wygłosił w okresie Wielkanocy serię kazań, opisujących sytuację chrześcijańskich niewolników w rękach muzułmanów. Przez pierwsze kilka lat instytucja nie zebrała wystarczających funduszy. Sytuacja zmieniła się w roku 1619, kiedy szlachcianka Caterina Vitale przekazała w testamencie większość swojej posiadłości do Monte di Redenzione. Część tej posiadłości została sprzedana, i z dodatkowymi 6 000 scudi podarowanymi przez Gio. Domenico Felici, instytucja była w stanie rozpocząć swoją działalność.
Posiadłość Cateriny Vitale obejmowała duży teren w Fego di Salamone, dziś znanym jako Selmun. W XVIII wieku na tej posiadłości zbudowano Mistra Gate i Selmun Palace. Pałac był wynajęty rycerzom na miejsce wypoczynku i polowań na dzikie króliki, zaś pieniądze z wynajmu zasilały konto na wykup niewolników.
Początkowo Monte di Redenzione zarządzał komitet złożony z siedmiu członków, którzy byli odpowiedzialni za zbieranie jałmużny, lecz ten system został w końcu zarzucony i zastąpiony przez zarząd czterech osób, w tym dwóch rycerzy. Od roku 1660 Monte była prowadzona przez zarząd złożony z trzech rycerzy, kierowanych przez Rycerza Wielkiego Krzyża (Knight Grand Cross) jako przewodniczącego. Do roku 1690 zarząd ten zbierał się w zakrystii zakonnego kościoła św. Jana w Valletcie, później zaś w domu przewodniczącego.
Kwota wykupu maltańskiego niewolnika wynosiła początkowo 70 scudi, lecz później wzrosła do 120 scudi. Od roku 1707 opłata była ustalona na nie więcej niż 150 scudi.
28 czerwca 1787 roku Wielki Mistrz Emmanuel de Rohan-Polduc połączył fundusze Monte di Pietà z tymi, należącymi do Monte di Redenzione, łącząc je w jedną instytucję, znaną jako Monte di Pietà e Redenzione. Była ona zarządzana przez Rycerza Wielkiego Krzyża jako przewodniczącego oraz zarząd złożony z czterech rycerzy i czterech Maltańczyków. W tym czasie okup płacony za maltańskiego niewolnika wzrósł do 500 scudi plus dodatkowe koszty.
W roku 1798, podczas francuskiej okupacji Malty, zasoby pieniężne Monte di Pietà e Redenzione zostały skonfiskowane, a posiadłości zabrane przez rząd. Działalność instytucji została wznowiona przez brytyjską administrację w roku 1800, lecz na początku XIX wieku Monte di Redenzione stała się zbędna, kiedy niewolnictwo zostało zniesione. Ostatecznie powrócono do nazwy Monte di Pietà, a pieniądze przeznaczone na wykup niewolników przekazano na wypłatę odsetek i pożyczki. Monte di Pietà prowadzi działalność do dzisiaj.